# 厄內斯特 (堪薩斯州)
厄內斯特（英語：Earnest）是位於美國堪薩斯州魯克斯縣的一個鬼鎮。

## 歷史
厄內斯特的郵政局於1882年設立，直到1889年結束營運。現時厄內斯特已沒有任何遺址。

## 地理
厄內斯特所處的海拔為高於海平面638米（即2093英呎），而該地所採用的時區為UTC-6，即北美中部時區（CST）。同時該地設有夏令時間，為UTC-6調快一小時，即UTC-5（CDT）。